# A Tragedy of the Hills
A Tragedy of the Hills è un cortometraggio muto del 1915 scritto e diretto da Romaine Fielding su un soggetto di Herman A. Blackman.

## Produzione
Il film fu prodotto dalla Lubin Manufacturing Company.

## Distribuzione
Distribuito dalla General Film Company, il film - un cortometraggio in due bobine - uscì nelle sale statunitensi il 17 marzo 1915.